# 庐山
庐山，又稱匡山、匡廬，位於中国江西省九江市南郊，是联合国教科文组织评定的文化遗产和世界地质公园，同时还是中国国家5A级旅游景区和文明旅游风景区、世界名山大会的发起者。庐山形成于第四纪冰川时期，是一座地垒式断块山脉，是中国自古以来重要的游览目的地。
庐山位于长江的南岸，鄱阳湖平原的北部，鄱阳湖西北岸，以“雄”、“奇”、“险”、“秀”闻名，被称为“匡庐奇秀甲天下”。庐山的最高峰汉阳峰，海拔1474米。瀑布飞流直下，云雾变幻无常，景区风景秀丽，气候宜人，夏季气温比山下低10摄氏度左右，为中国知名避暑胜地之一。
庐山亦是一座文化名山，被认为是中国山水文化的历史缩影。自东晋以来，中国历代著名的文人、高僧、政治人物都在此留下过重要的历史印迹，歌咏庐山的诗歌辞赋有4000多首。对庐山产生较大影响的人物有：古代早期的司马迁、陶渊明、王羲之、慧远等；唐宋时期的白居易、李白、苏东坡、朱熹等；近现代的政治人物蒋介石、毛泽东等。
庐山在中国近现代史上影响非常大，堪称中国的政治名山。1895年起，英、法、美等西方国家曾在此大兴土木，留下了大量的西式建筑，形成了今日牯岭镇的雏形。北伐战争结束后，这里成为中华民国政府的“夏都”，是中国的政治中心之一。1937年6月，周恩来代表中国共产党上山与蒋介石进行谈判，商讨共同抗日事宜。1937年7月，蒋介石发表对日宣战的庐山谈话，中国开始全面抗战。1959年、1961年和1970年，时任中共中央主席毛泽东曾三次在此主持大会，即著名的“庐山会议”。

## 名称
“庐山”一名的文字记载最早见于《史记》，此前未见有文字记录，但山名渊源存在多种说法，有民间传说，也有史料考究。
“庐山”名称的三种传说：一种是在中国周朝时期，有一道人匡俗在庐山学道求仙，周朝国君获悉此事后，邀其出山辅政，匡俗并未应允，而是潜入深山不知所踪。后来，人们相传其已成仙，并将其居所称为“神仙之庐”，“庐山”因此得名。第二种传说也与是周朝有关，当时有个叫方辅的人同老子一道骑白驴进山炼丹，并且二人均“得道成仙”而去，留下空庐一座，也即“人去庐存”，故名“庐山”。第三种传说又与前面提及的匡俗相关，而时间却发生在汉代初期。相传匡俗的父亲在辅佐刘邦平定天下期间不幸离世，朝廷为表彰其功绩，封其子匡俗为越庐君。由于匡俗酷爱道术，不愿做“越庐君”这个官，故弃官修道，“庐山”也因之得名。另据《庐山志》载：春秋时的老子与一位叫方辅的道人同来游山，于山中留下修炼之庐，故曰“庐山”。
有研究资料认为，山名源于其山势轮廓，因为在平坦的鄱阳湖平原上，山体恰似“茅庐”。《诗经·小雅·信南山》有一诗句“中田有庐”，此为对山的形状的描述。晋朝孙放的《庐山赋》“寻阳郡南有庐山，九江之镇也，临彭蠡之泽，持平敝之原”，与诗经中的“中田有庐”意思相近。因此，“庐山”一名的来历与山体特征相关。还有人认为，山名源于中国古代的“庐子国”。据《国语·楚语》记载，庐山所在位置在战国时称“庐邑”，因楚王曾到访过庐邑，该地名气渐大，故而庐邑地域内的这座独特的高山，就被称之为“庐山”。
公元前126年，西汉史学家司马迁游山后，在其著述《史记·河渠书》中有“余南登庐山，观禹疏九江”的句子，这是“庐山”之名第一次见诸于文字记录，也是最早的记录，一直沿用至今。

## 历史

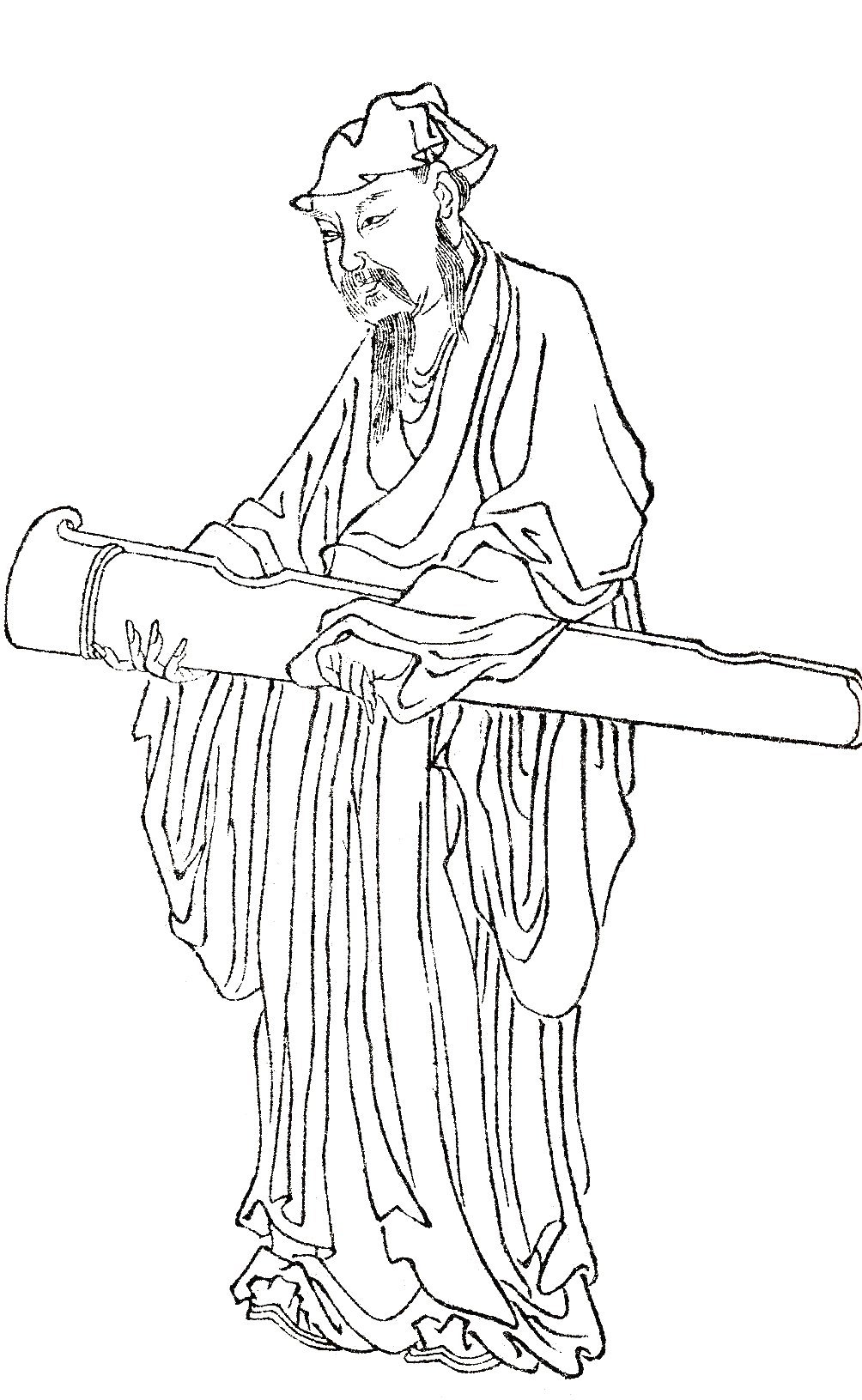
陶渊明曾于庐山隐居，并作《归去来兮辞》

### 古代早期
秦始皇统一六国前，庐山先后归属楚国境内的庐子国、庐邑，六国统一后，属九江郡。公元前201年，归属豫章郡，汉文帝时再属庐江国。公元前126年，司马迁游山，他在《史记》中记述：“余南登庐山，观禹疏九江”，“庐山”一名始有文字记载。公元前122年的汉武帝时，庐山属豫章郡柴桑县，221年孙权将柴桑县划归武昌郡后属武昌郡，至291年西晋惠帝置江州时又属江州浔阳郡柴桑县。367年，西林寺建成，慧远任寺院住持。405年，陶渊明于山中隐居，作《归去来兮辞》。412年，高僧慧远于山中逝世。467年，陆修静上山修道，住太虚观。483年，祥符观于紫霄峰麓建成，之后，栖贤寺和先天观（景德观）也分别于489年和536年建成，山上道教文化兴盛。

### 隋唐
589年，隋平陈后，将柴桑县改称寻阳县，庐山属寻阳县，南唐时又归属德化县。683年，白鹤观于五老峰下建成。742年，为纪念传说中的仙人框俗，山中兴建了广福观（或称“匡群庙”）。750年，高僧鉴真至东林寺，为志恩禅师授戒。756年，诗人李白由安徽宣城来到山上，著有《望庐山瀑布》等诗歌作品，对后世影响深远。795年，李渤隐居山中，养白鹿自娱，其居所即今之白鹿洞书院。815年，诗人白居易被贬为江州司马，并在北炉下筑草堂。821年，李渤任江州刺史时再次登山，并在次年筑九江甘棠湖堤的同时，将山麓的白鹿洞进行扩建，请智常禅师主持栖贤寺。880年，受高骈之乱波及，白居易之文集及慧远的《庐山集》混乱中被毁。937年，南唐人升元在白鹿洞购地办学，是谓称庐山学。951年，南唐李璟称帝前，斥银万两在山上购地筑读书台，后下诏建西林寺塔。

### 宋至清
1008年，白鹿洞书院扩建，师生总数空前壮大，并改白鹤观为承天观。1036年、1053年和1059年，范仲淹、欧阳修和王安石先后游山。1070年，《庐山记》及《续庐山记》问世。1072年，周敦颐隐居莲花峰，于自己居所内著书讲学。1080年、1084年和1094年，宋大文豪苏辙、苏东坡和黄庭坚陆续于山中停留、观光。1129年，金兵进犯南宋，庐山遭焚掠。1170年和1178年，陆游两度到访庐山。1179年，朱熹任南康军，重建白鹿洞书院。1181年，陆九渊来白鹿洞书院讲学。1182年，朱熹拨钱三十万建白鹿洞书院之礼坚殿。1191年，山上的三叠泉开始为世人所知。1208年，扩建濂溪书院，《庐山列传》及《庐山旧志》先后问世。1324年，《庐山人物艺文志》二卷问世。1351年，白鹿洞书院遭兵火毁坏。1352年，西林寺、天池寺等均焚于兵火。1360年，陈友谅称帝江州，与朱元璋在山麓的鄱阳湖地区长期对峙。
明洪武年间，庐山获封为“岳”，遂与五岳并列。1411年起，东至五老峰，南至白云峰，西至马鞍山，经至讲经台，被设为禁山，清朝沿用。1436年，白鹿洞书院获重建，至1497年书院诸生逾500人。1573年后，黄龙寺、千佛寺、云中寺、青莲寺等建成启用。 1579年，明神宗下诏毁天下书院，白鹿洞书院也未能幸免，但数年后得以复办。1645年，南明左良玉率军焚掠江州，庐山同遭破坏。1668年，吴炜撰所撰的《庐山志》十五卷问世。1674年，白鹿洞书院学田遭官府清理，书院规模因之萎缩。1804年，舒天香游匡庐，佛手岩在此前后被改称仙人洞。1834年，江北遭灾，圆通寺为灾民提供居所。1853年－1856年，太平军与湘军在九江地区激战，秀峰、西林、栖贤、圆通等寺庙遭兵火毁坏。

### 近代牯岭的建设
1860年，在第二次鸦片战争中战败的清廷被迫将九江列为对外通商口岸，促使大批西方冒险家来九江营商。1884年，俄商强占庐山九峰寺避暑，开外人占山之先河。英国传教士李德立就是在这种背景下来到庐山。1885年，他通过贿赂清政府九江道台官员，成功租到牯牛岭的4500亩土地。基于外国人的缘由，他与山民因土地问题持续了数年纷争，土地使用严重受阻。1895年，大清在中日甲午海战中战败，李德立乘势借助英国政府之手再次强租牯牛岭土地，并顺利获得租期为999年的官方租约。
得到土地后，他聘请了英国工程师甘约翰和德国工程师李博得与自己合作，成立牯岭公司，开始对牯岭进行规划和建设。他们首先将上山道路进行改造、扩建，将原来简易的樵道修成登山石阶；同时将所租的大片土地划分成小块，规定地块用途但不限建筑风格，并通过各种方式向全世界发布售地广告，引来大量西方人上山购地、建房，牯岭大规模的别墅建设由此展开。截至1927年，已建成别墅560余栋。
在李德立经营牯岭期间，1908年成立了庐山设清丈局；1914年，天主教江西北境代牧区的法国籍主教樊体爱强租狗头石地区，遭海会寺僧抗议；1919年，俄罗斯五洲银行在牯岭成立。由于李德立在牯岭开发、建设中的巨大作用，被称为“改变庐山命运的人”。1929年，他被英国政府委以重用赴任英殖民地新西兰。

### 中华民国大陆时期

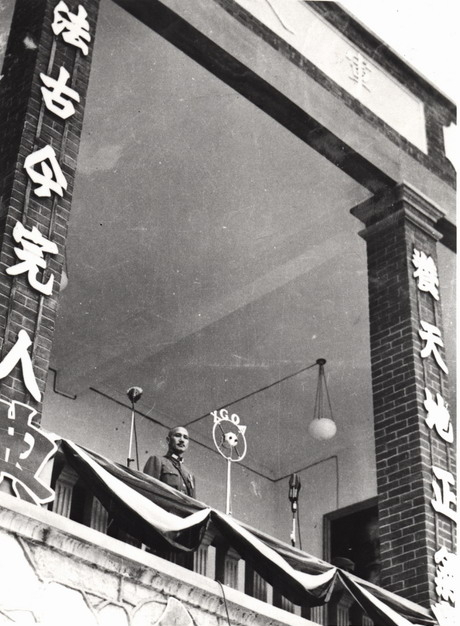
1937年7月，中华民国國民政府主席蒋介石在庐山发表对日作战演讲

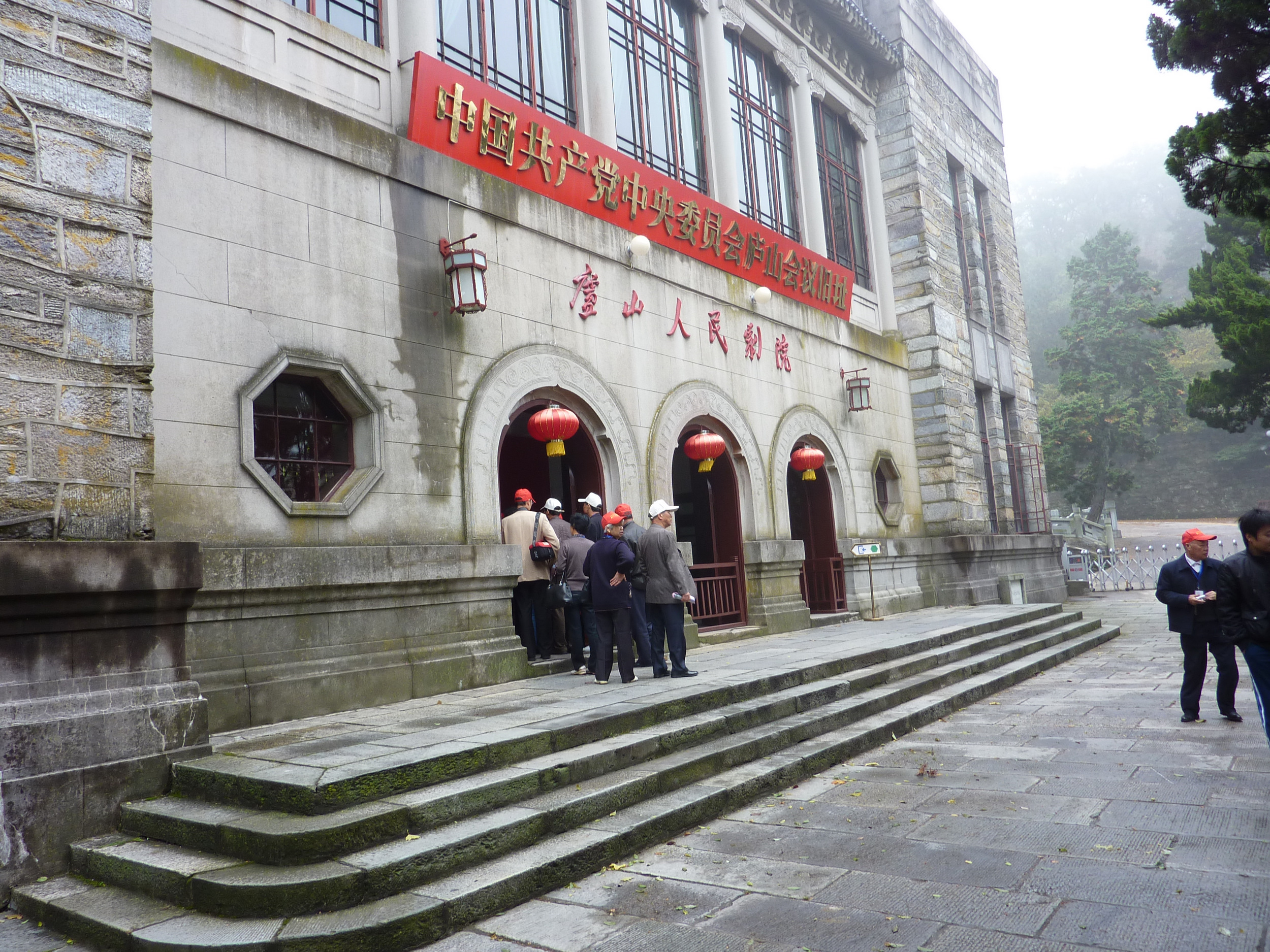
传习学会大楼（现称庐山大厦，中共庐山会议曾在此开幕）

1924年，国民政府收回俄国的芦林租地，将庐山列为避暑游览地，1927年成立庐山管理局，隶属九江市，并收回租借地的警察行政权。。
中华民国政府的首都设于南京，夏季异常炎热，是中国四大火炉之一。庐山处长江南岸，江轮一夜便可达南京，交通非常便利。国民政府定都南京后将庐山设为“夏都”，每当炎热的夏季来临，政府的党、政、军要员就会汇集于庐山处理国务。作为夏都的庐山，在中国现代史上产生过重大影响。
1931年2月，国民党高层发生内讧，蒋介石、胡汉民矛盾激化，胡遭蒋软禁。支持胡的国民党粤派首领孙科决定刺杀蒋，并密令被称为“江淮大侠”的王亚樵实施刺杀行动。1931年6月，王得知此时的蒋已进驻庐山，遂命华克之、陈成、刘刚组成3人行刺小组。他们将行刺武器藏于金华火腿之内，乔装后携“火腿”顺利通过登山道上军事关卡的检查，到达牯岭后伺机行刺。由于陈成他们在山上对包装枪支的火腿处置不当，被蒋介石侍卫发现。卫兵怀疑火腿内部有藏匿枪械的痕迹，蒋的安保措施因此被加强，行刺难度加大。6月14日，小组成员陈成终于捕获一刺杀机会，准备朝在太乙村小道上散步的蒋介石开枪，蒋卫兵发觉后迅速护卫，陈连发两枪均未击中目标，后遭卫兵乱枪射死。刺杀未遂事件后，蒋密令国民党军统局长戴笠从速侦办此案。戴笠虽知王亚樵可能是幕后主使人，但终因缺乏证据，无法将他正法。1932年夏，国民政府在庐山召开过多次重要的政治、军事会议；1933年夏，政府又在庐山开办军官训练营，筹备围剿中共红军的军事部署；1935年，英国在牯牛岭的租借地被收回。1937年兴建传习学舍，即现在的庐山大厦，同年7月蒋介石在此发表“对卢沟桥事件之表示”演讲，即《对卢沟桥事件之严正声明》，史称“最后关头讲话”，他认为“卢沟桥事变的推演，是关系中国国家整个的问题，此事能否结束，就是最后关头的境界”。从此，中国进入了全面抗战时期。
1938年，庐山被日军围困，国军留守部队与之相持九个月，后人称之为“庐山保卫战”。期间归宗寺等多处名胜古迹遭日军炮击，损毁严重。1938年7月，九江被日军占领后，防卫九江的部分中国军队被迫撤上庐山，而日军则将庐山团团包围，使之成了一座名副其实的“孤山”。当时庐山山上共有国民党守军两个团，武器装备不及日军。1938年7月30日，日军向庐山发起第一次军事进攻，遭到国军保安3团的猛烈反击，攻山日军出现较大伤亡，庐山得以保住。面对难以攻克的庐山，日军司令官冈村宁次调集重兵，加强了对庐山的空中打击，山上的守军工事遭到飞机轰炸，损失惨重。武汉保卫战结束后，由于国军大部队撤往西南地区，庐山守军与主力部队失去了联系，成为真正意义上的“孤军”。面对被中国顽强把守的庐山，冈村宁次从武汉抽调了强大的军事力量决定对庐山发起最后进攻。1939年2月起，日军攻势加大，攻势非常猛烈，山上守军则组成敢死队抵抗日军的进攻。由于日军攻势强大，至1939年3月底，中国军队损失过半，守军余部突围转移。1939年4月18日，日军占领牯牛岭。
1946年，江西省政府在庐山举办「暑期学术讲习会」，创办庐山中学。1947年4月16日，牯牛岭街市遭遇大火，损失严重。1949年5月18日，庐山被中国人民解放军占领。

### 中华人民共和国时期
1949年，中华人民共和国在牯岭成立庐山管理局管理庐山。1952年10月，江西省政府组织建设北登山公路，1953年8月建成通车，客流猛增。1954年和1956年，芦林水库和大王峰水库相继建成，是为庐山的饮用水源和供电设施。1959年，中共中央在此召开八届八中全会，1961年召开中央工作会议，1970年又召开九届二中全会。1971年，山南登山公路建成通车。
中华人民共和国成立后的1959年、1961年和1970年，庐山又先后三次成为中国的政治中心。1959年7月2日至8月16日，中共中央在此召开八届八中全会，引发了中共历史上著名的毛彭之争，结果彭德怀被打倒；1961年8月，中国共产党中央委员会再次在庐山召开大会，会议确切称谓不详，媒体多称其为第二次庐山会议或中央工作会议，主要议题是粮食、干部轮训、工业企业管理等；1970年8月，中国共产党第三次在庐山召开重要会议，即九届二中全会，中共中央副主席林彪发言成为这次会议的焦点。这三次会议合称庐山会议，是中共历史上的重大事件，也突显当时庐山的政治中心地位。
1980年，电影《庐山恋》在全国的公映，庐山旅游迅速发展。1982年，庐山被中国国务院批准为国家重点风景名胜区，1984年，江西省庐山风景名胜区管理局成立。1991年获“中国旅游胜地四十佳”和“度假休闲旅游胜地”。1994年，庐山被中国建设部评为“卫生管理达标风景名胜区”。1996初，景区将明代旅行家徐霞客的登山路经辟为“霞衢”游览山道。1996年12月，联合国科教文组织世界遗产委员会核准庐山为“世界文化景观”，列入“世界遗产名录”，景区旅游业进一步升温；2002年2月13日，该组织又将庐山核定为首批“世界地质公园”，使其在旅游界的知名度再度攀升。2006年11月，景区管理局决定大幅提高进山门票价格，引发激烈辩论。2009年9月，发起召开“世界名山大会”和成立“世界名山协会”，向全世界推介旅游资源。
2009年10月，庐山景区联合中国人民对外友好协会、中国风景名胜区协会和九江市人民政府，发起以“友谊、合作、发展”为主题的“世界名山大会”，共有10个国家的12座名山机构代表与会。此次大会受到全球关注，有17个国家、地区的85家媒体参与了大会报道。会议发表了《庐山宣言》，决定成立世界名山协会，协会永久性总部所设于庐山。大会期间，庐山参与了多项国际活动，如：与美国胡德山、南非桌山、德国贝尔吉施·奥登瓦尔德世界地质公园、澳大利亚卡纳文科·甘比尔山和巴西阿拉里皮山等五座世界名山缔结为为友好景区；受赠德国贝尔吉施·奥登瓦尔德世界地质公园的“席勒头像友谊石”。2011年6月，世界名山协会在庐山召开“区域秘书长会议”，主要议题为检查协会网站设计、会刊制作进展，制定标准化环保手册、第三届世界名山大会议程、发展会员、制作“名山护照”等。

## 地理
庐山耸峙于长江南岸和鄱阳湖畔，西侧山麓为京九铁路和昌九高速公路。山体自东北向西南延伸，面积282平方公里，而整个庐山风景区总面积为302平方千米，另有500平方千米的外围保护带。山体四周悬崖峭壁，气势巍峨雄奇，最高峰汉阳峰海拔1,474米。山顶牯岭一带是宽浅的谷地（主要有东谷和西谷），溪流清澈，风光秀丽。山区植被良好，森林覆盖率达76.6%，是一座天然的植物园。山间经常云雾弥漫，宋代诗人苏东坡形容这种景象为“不识庐山真面目，只缘身在此山中”。庐山与莫干山、北戴河、鸡公山并列为中国四大避暑胜地。

### 地质
庐山在地质构造上为断块结构，山体呈地垒式，地貌特征呈现多样化，广布湖泊、河流、峰峦、坡地，第四纪冰川的地貌特征十分明显，被称为“世界地质公园”。山体发育早于10亿年，经过了一系列的地质事件，如震旦纪的地质变迁，吕梁造山运动、白垩纪的燕山造山运动和2,000万年前的喜马拉雅造山运动，使得山体区域成为断块状崛起。及至300－10,000年前，山体在第四纪冰川期强烈上升，大量断裂构造演变成山峰。在周围地势下之时，山体则相对上升，低洼盆地区域逐步发育成鄱阳湖。褶皱是北部山地的主要地质构造，褶皱运动促成谷、岭地貌的形成。整个山体广布断层崖、宽谷和峡谷，外围则有阶地和谷阶发育。庐山的错层块状构造促使山体形成许多奇峰、峻岭，形态多样。
20世纪30年代以前，西方学者并不承认庐山为第四纪冰川造就，但这一说法遭到当时的中国地质学家李四光的否定。1931年，李四光等中国科学家经过地质考察，列举了山中存在的大量冰川遗迹，正式确认其地貌特征为第四纪冰川“雕琢”而成，进而确定中国第四纪冰川的诞生地在庐山。山中现仍存有典型的冰川遗迹，如冰斗、冰窖、“U”形谷等。庐山独特的地质构造特征，再加之历史文化内涵丰富的地质遗址，是其被评为“世界地质公园”的重要因素。
2004年，联合国教科文组织世界地质公园专家评审会批准庐山为首批世界地质公园。
庐山地处中国“郯-庐地震带”的延伸线上，属于地震易发区。 2005年11月26日，九江县和瑞昌市之间发生里氏規模5.7地震，庐山离震中约30公里，震感非常强烈，但未见任何伤亡和财产损失报道。这次地震对庐山的旅游业产生较大影响。

### 山峰
庐山的山峰达90余座（也有说170余座的），知名的山峰有汉阳峰、五老峰、秀峰等。汉阳峰也称大汉阳峰，地处山南，距牯岭约14千米，因传站立山顶可观汉阳灯火，故名“汉阳峰”。汉阳峰山体雄伟、高峻，海拔1,474米，为庐山之巅。山顶有一供游客观景的汉阳台、“大汉阳峰”石碑及清代诗人王以敏的题诗楹联。晴空丽日，庐山全景、鄱阳湖、九江市和长江尽收眼底。汉阳峰的东北方是著名的五老峰，因远看酷似五位老者坐立状而得名。五老峰海拔1436米，山体高大、险峻，为庐山山峰之奇观，唐代诗人李白形容它为“青天削出金芙蓉”。秀峰是庐山诸山峰的合称，包括香炉峰、狮子峰、双剑峰等，李白“日照香炉生紫烟”诗句写的就是秀峰景色。

### 气候
庐山位于亚热带季风气候区，雨量充沛，具有鲜明的山地气候特征。山上牯岭的年平均气温约11.6℃，较同纬度的平原地区低5-6℃，最热月7月的平均温度为22.2℃，极端最高气温32.0℃（1966年8月10日），比山下的九江市和星子县低得多，这也使庐山在炎热的夏季有“凉岛”之称，成为中国知名的避暑风景区。庐山的冬季较为漫长，比山下要长2个月左右，常有大雪天气，温度很低，最冷月1月的平均气温为0.3℃，极端最低气温-16.8℃（1970年1月5日）。由于庐山植物茂密，蒸腾强大，加之山上温度低、湿度大，经常出现云雾和大风天气，云雾日年均200天，大风日为100天。
| 庐山气象数据（1981年至2010年） | 庐山气象数据（1981年至2010年） | 庐山气象数据（1981年至2010年） | 庐山气象数据（1981年至2010年） | 庐山气象数据（1981年至2010年） | 庐山气象数据（1981年至2010年） | 庐山气象数据（1981年至2010年） | 庐山气象数据（1981年至2010年） | 庐山气象数据（1981年至2010年） | 庐山气象数据（1981年至2010年） | 庐山气象数据（1981年至2010年） | 庐山气象数据（1981年至2010年） | 庐山气象数据（1981年至2010年） | 庐山气象数据（1981年至2010年） |
| 月份                           | 1月                            | 2月                            | 3月                            | 4月                            | 5月                            | 6月                            | 7月                            | 8月                            | 9月                            | 10月                           | 11月                           | 12月                           | 全年                           |
| ------------------------------ | ------------------------------ | ------------------------------ | ------------------------------ | ------------------------------ | ------------------------------ | ------------------------------ | ------------------------------ | ------------------------------ | ------------------------------ | ------------------------------ | ------------------------------ | ------------------------------ | ------------------------------ |
| 历史最高温 °C（°F）            | 19.4 (66.9)                    | 20.5 (68.9)                    | 24.6 (76.3)                    | 26.4 (79.5)                    | 28.1 (82.6)                    | 29.3 (84.7)                    | 31.8 (89.2)                    | 31.8 (89.2)                    | 30.2 (86.4)                    | 28.5 (83.3)                    | 25.1 (77.2)                    | 18.9 (66.0)                    | 31.8 (89.2)                    |
| 平均高温 °C（°F）              | 4.5 (40.1)                     | 6.2 (43.2)                     | 10.2 (50.4)                    | 16.0 (60.8)                    | 20.2 (68.4)                    | 22.9 (73.2)                    | 25.9 (78.6)                    | 25.2 (77.4)                    | 21.4 (70.5)                    | 16.9 (62.4)                    | 12.1 (53.8)                    | 7.2 (45.0)                     | 15.7 (60.3)                    |
| 日均气温 °C（°F）              | 0.5 (32.9)                     | 2.2 (36.0)                     | 6.0 (42.8)                     | 11.9 (53.4)                    | 16.4 (61.5)                    | 19.6 (67.3)                    | 22.5 (72.5)                    | 21.7 (71.1)                    | 17.9 (64.2)                    | 13.1 (55.6)                    | 8.1 (46.6)                     | 3.0 (37.4)                     | 11.9 (53.4)                    |
| 平均低温 °C（°F）              | −2.5 (27.5)                    | −0.8 (30.6)                    | 2.7 (36.9)                     | 8.6 (47.5)                     | 13.5 (56.3)                    | 17.1 (62.8)                    | 20.2 (68.4)                    | 19.4 (66.9)                    | 15.5 (59.9)                    | 10.3 (50.5)                    | 5.1 (41.2)                     | −0.2 (31.6)                    | 9.1 (48.3)                     |
| 历史最低温 °C（°F）            | −13.6 (7.5)                    | −11.6 (11.1)                   | −10.4 (13.3)                   | −5.1 (22.8)                    | 1.6 (34.9)                     | 5.8 (42.4)                     | 11.9 (53.4)                    | 12.8 (55.0)                    | 6.5 (43.7)                     | −2.4 (27.7)                    | −9.9 (14.2)                    | −16.7 (1.9)                    | −16.7 (1.9)                    |
| 平均降水量 mm（）              | 80.8 (3.18)                    | 96.7 (3.81)                    | 155.3 (6.11)                   | 216.7 (8.53)                   | 253.9 (10.00)                  | 291.3 (11.47)                  | 257.1 (10.12)                  | 258.9 (10.19)                  | 170.0 (6.69)                   | 105.0 (4.13)                   | 88.7 (3.49)                    | 49.5 (1.95)                    | 2,023.9 (79.67)                |
| 平均相對濕度（％）             | 72                             | 77                             | 78                             | 78                             | 79                             | 84                             | 83                             | 85                             | 84                             | 76                             | 67                             | 63                             | 77                             |
| 来源：中国气象数据网           |                                |                                |                                |                                |                                |                                |                                |                                |                                |                                |                                |                                |                                |

### 水文

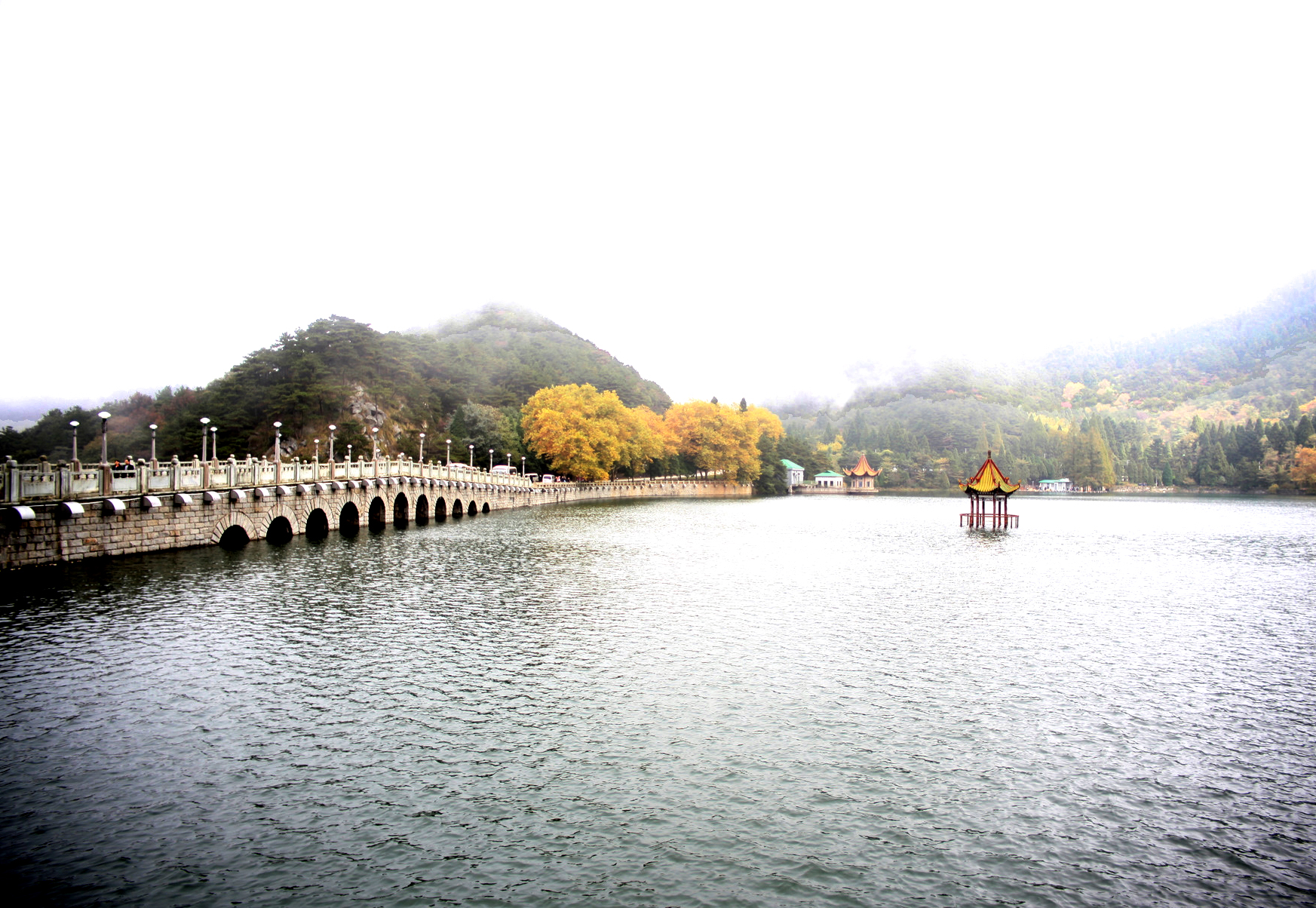
山上饮用水源之一：芦林湖

庐山处于长江流域的鄱阳湖水系，山中虽无大江、大河，但溪水及地下水非常发达，沟壑山涧中分布着大量瀑布，水流在河谷发育裂点，形成许多激流瀑布，这些瀑布又各具特色。主要瀑布有三叠泉瀑布、开先瀑布、石门涧瀑布等。著名的三叠泉瀑布，落差达155米，唐代诗人李白曾以诗句将其描述为“飞流直下三千尺”。山中雨水充沛，年降水量2,068.1 毫米，多集中在5－7月（近年均值）。芦林湖为庐山最大的湖泊，海拔1,040米，系1954年筑坝蓄水建成的一座人工水库，面积9万平方米，蓄水120万立方米，是山上居民的主要饮用水源。

### 植物
庐山的土壤以红壤为主，另有山地黄壤、山地棕色林地和高山草甸，且呈垂直分布。红壤主要分布在海拔400米以下，400—1200米之间为黄壤和棕壤，1000米以上为山地棕壤和草甸。

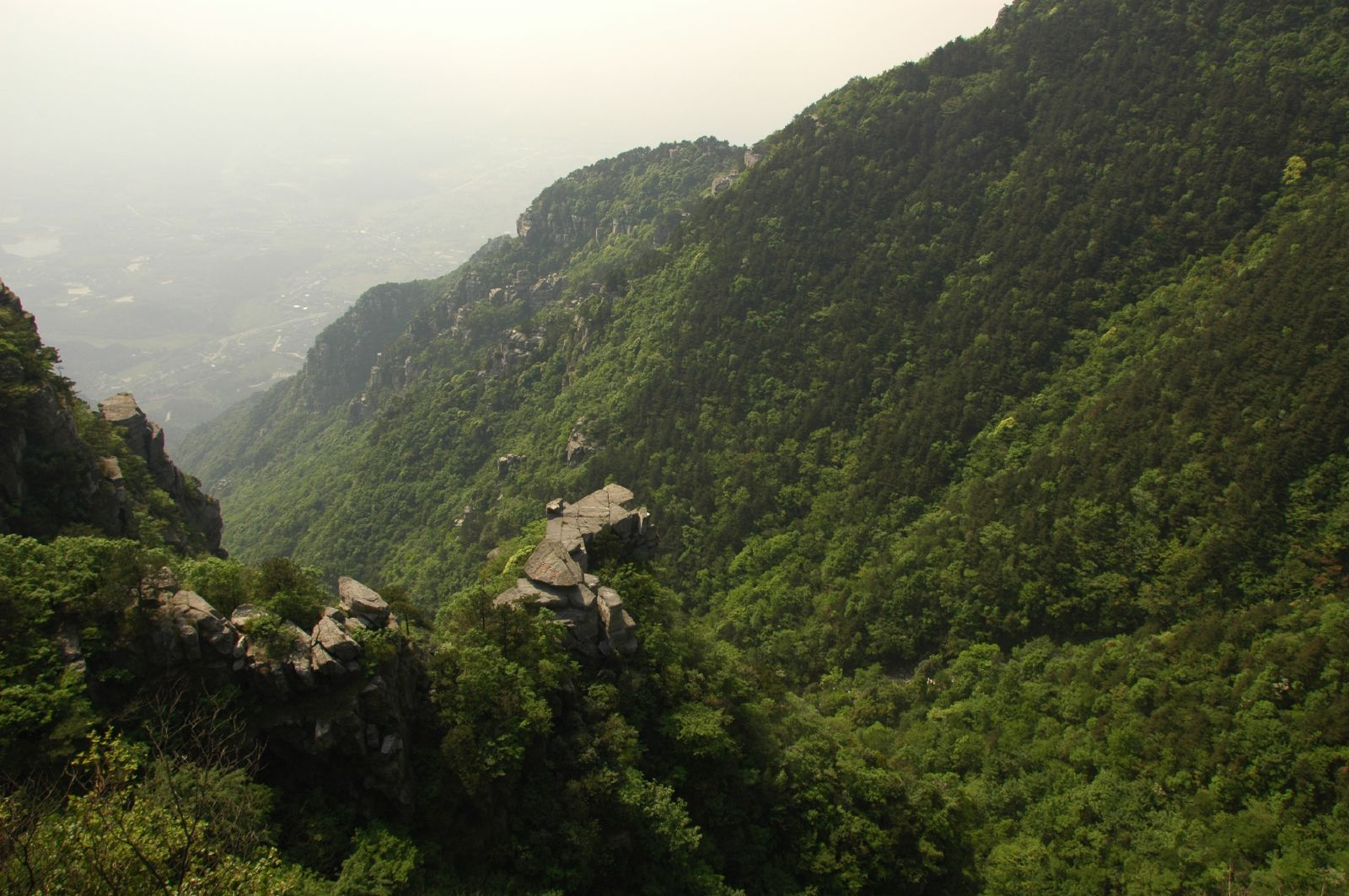
山中植被

山中自然条件复杂多变，随着海拔高度的增加，地表水热状况垂直分布，植物的垂直特征非常明显，物种呈现异常的多样性，不乏古老树种，如：鹅掌楸、擦木、大血藤等。由山麓到山顶分别生长着常绿阔叶林、落叶阔叶林、及两者混交林，共有210科、735属、1720种，分为温带、热带、亚热带、东亚、北美和中国7个类型。植物分布的空间特征是：面积最广的常绿阔叶林分布于海拔600－700米以下；常绿、落叶阔叶混交林带位于海拔600－1,000米，是常绿阔叶林与落叶林的过渡地带；落叶阔叶林位处1,000－1,300米，独特树种有山松、日本柳杉、日本扁柏等；针叶林生长于海拔1,300米以上，代表树种是黄山松。1934年建有庐山植物园，现隶属于中国科学院。植物园占地300公顷，种植由3,400余种植物，与世界上60多个园家近300个单位建立了植物研究互助合作关系。

### 动物
由于山中生态环境多样，动物种类也呈现多样性，被称为昆虫的天堂，有原尾目、鳞翅目、鞘翅目等28目163科2,000余种，如红天蛾、直带黄脉天蛾、庐山铃钓蛾等。槭细锤角叶蜂、卡氏蹦蝗、宽尾凤蝶、点尾尺蛾等为山上的特有昆虫。鸟类有鹈形目、鹳形目、雁形目、鸥形目、鸽形目等，共16目42科170余种。东南麓为鄱阳湖候鸟保护区，栖息着各种水禽候鸟，共15目37科148种，尤以鹤类最为典型。山上的兽类有食虫目、翼手目、鳞甲目等7目14科37种，爬行类有3目10科33种，代表动物有大鲵、棘胸蛙、蝾螈等。山中鱼类有石鱼、纹鱼等，其中石鱼为这里知名的菜肴。

## 交通

### 对外交通
庐山对外交通呈立体化，航空、长江水路、铁路、公路俱全，交通非常便利。庐山西麓有九江庐山机场，山南60千米处有昌北国际机场，这两个机场航点可达北京、上海、广州、深圳等中国许多大中城市。京九铁路、武九铁路、合九铁路、铜九铁路之旅客列车在庐山山麓（沙河站）或九江市停靠，可直通北京、广州、武汉等大城市。长江水路是庐山最古老的对外交通线，江轮往西可达武汉、重庆，向东可抵南京、上海。庐山山麓有三条国家干线高速公路穿越，一条是杭瑞高速（杭州─九江─瑞丽，国家干线编号G45），第二条是大广高速（大庆─庐山─广州，国家干线编号G56），第三条是福银高速（福州─庐山─银川，国家干线编号G70）。
庐山山上（牯岭）至山下交通站点里程：九江港客运码头38千米；九江庐山机场40千米；九江火车站34千米；庐山（沙河）火车站38千米。

### 山道
庐山在首条登山公路建成之前，只有简易的山路，登山非常艰难。1895年，英国商人李德立在庐山进行房地产开发，并斥资将原有樵道拓建为登山石阶，这是一条正式的登山道。山道以山麓的莲花洞为起点，经竹林窠、剪刀峡、窑洼，终抵牯岭。由于山道攀登非常费力，体力不支者难以攀登，故这条山道又名“好汉坡”。1930年代，国民政府将庐山定为夏都，物资需求大增，这些物资大都经此道运达。中国抗战胜利后，上山人数急剧攀升，山道进入鼎盛时期，有资料显示，大量的人流造就了火爆的山道经济，光为游人登山服务的轿夫最多时达2000多人。
在登山公路修成以前，人员上山和物资运输完全靠人力。普通人多为步行上山，而达官贵人，如政府官员、军阀、富商、外国人等多乘轿登山。乘轿者一般在莲花洞上轿，正常情况下每轿配轿工四名，肥胖体重者须六名。为能迅速上山，“贵人”多用八名轿夫轮流换抬。民国期间，在山道靠抬轿谋生的轿夫达数千人。1937年，国民政府为规范轿夫管理，控制人数过滥现象，实施轿夫考核机制，对合格者进行编号，核发专用背心和抬轿证件。据资料显示，当时的轿夫按组划分，有组长39人、“正式”轿夫2041人，另有专门负责运输物资的挑工443人。一些高官、外国人、山上的商业机构还拥有自己的轿夫和挑工。
虽然现代公路已通达牯岭，但在山上需要人力才能到达的景点路段，以轿夫为职业的人群依然存在，生活非常艰苦。据中国媒体报道，在山上的某一景点路段，轿夫一天跑两趟，单趟轿资60元人民币，轿夫管理公司抽走其中的六成，轿夫得四成，收入只能维持开支，如遇恶劣天气造成游人锐减则会收不抵支。

### 公路
1945年后，庐山的人员、物资往来频繁，山道的运输能力十分有限，为解决庐山的交通问题，中华民国政府拟修建登山公路，曾多次组织工程技术人员勘测地形，并聘请德国设计师设计登山公路方案，终因工程艰巨、资金匮乏而搁置。1949年，中华人民共和国接管庐山，着手修建登山公路。1951年10月，江西省人民政府成立“江西省庐山登山公路修建委员会”，1952年10月正式开建，1953年8月建成通车。公路由九江市威家镇直达牯岭，全长24公里，沙石路面，路基宽7.5米，行车路面4米，造价323万元人民币。由于公路位于庐山北面，称北山公路，它是庐山历史上的首条公路。1970年10月，庐山第二条登山公路—南山登山公路开工，1971年7月5日建成通车，从此由南昌上庐山不必绕道九江，缩短行车里程30余公里。1980年起至2000年，登山公路经过数次大修改造，路面被拓宽，将原沙石路面翻新为混凝土、沥青路面。2005年1月，全长64公里的环南山公路建成通车，使得山上景区与山下景区实现了贯通。

## 文化

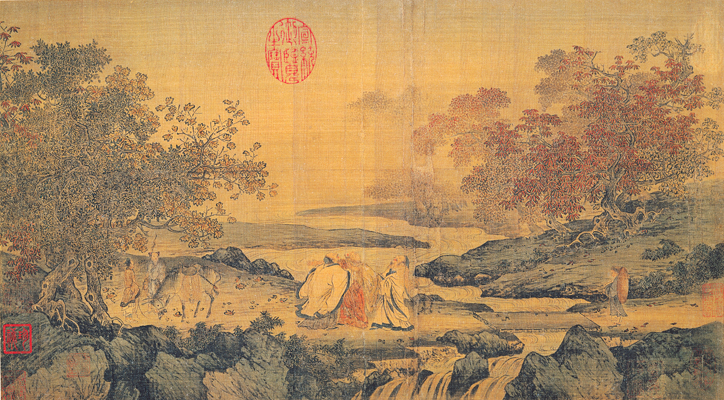
宋代绘画《虎溪三笑图》（局部）：画中描绘慧远、陆修静、陶渊明相聚庐山的情形，象征佛、道、儒三家和睦相处（画的中央人物为慧远，其左右两侧分别为陆修静和陶渊明）。

庐山在中国文化史、宗教史和政治史上占据极其重要的独特地位，自公元前126年司马迁南登庐山，并将山名写进《史记》后，历代无数文人墨客，如陶渊明、谢灵运、李白、白居易、苏轼、王安石、黄庭坚、陆游等都曾来此登山，留下了4000多首诗词、400多处摩崖题刻和难以计数的书画作品，享有“文国诗山”的雅号，成为中国山水诗和山水画的发祥地。
庐山佛教和道教却异常活跃，也不乏顶级禅师和高深道人，如佛教大师慧远和道教大师陆修静。历史上，山中曾有佛教寺庙360座，道教道观200余处。宗教生活贯穿着庐山历史发展的始终，对世人的影响非常大。特别是19世纪末，英国传教士李德立等许多西方人在牯岭租地，建造了大量的别墅、教堂，将西方的基督教、天主教等带到山上，到20世纪初，牯岭已经汇集了二十余国的数千名基督教传教士。今天，佛教、道教、伊斯兰教、基督教、天主教都在庐山各有一席之地。
胡适曾在游庐山后写道：“庐山有三处史迹代表三大趋势：慧远的东林，代表中国‘佛教化’与佛教‘中国化’的大趋势；白鹿洞，代表中国近代七百年的宋学大趋势；牯岭，代表西方文化侵入中国的大趋势。”精辟地道出庐山重要的文化价值。

### 佛教的“中国化”

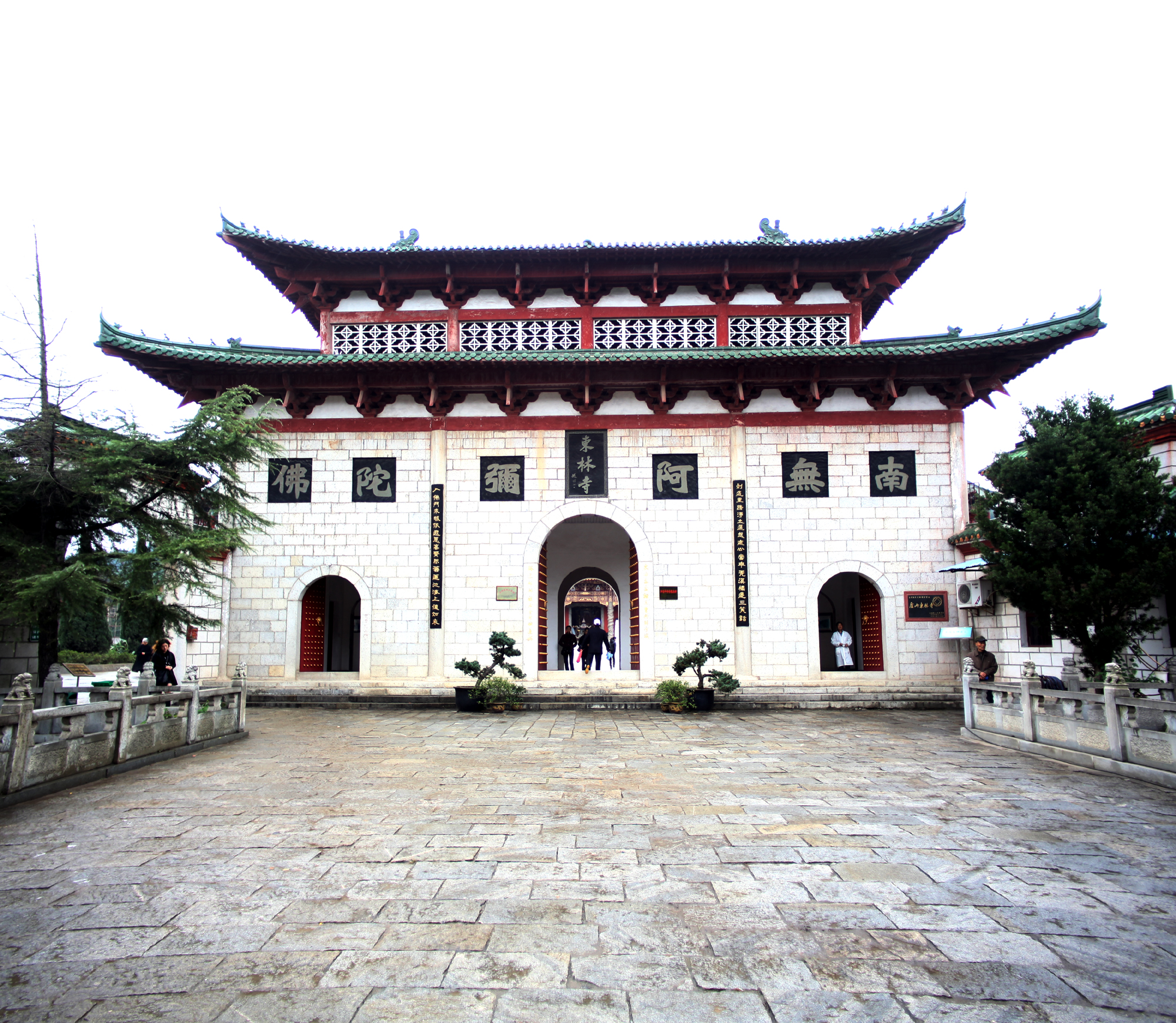
东林寺是庐山的佛教中心

公元四世纪，高僧慧远在东林寺首创净土宗，开创中国化佛教，代表中国“佛教化”与佛教“中国化”的大趋势。庐山最具影响力的佛教场所就是东林寺，该寺于公元386年由江州刺史桓伊和高僧慧远联手兴建。东林寺建成后，山中的佛教影响力逐步提高，并发展成全国八大道场之一，曾一度被称为中国佛教的第二中心。
中国古代的著名文人陶渊明、李白、白居易、柳公权、苏轼等，都曾慕名到访东林寺，留下了许多诗词歌赋，佛教文化也因此名声大振，出现“钟声长鸣，香烟缭绕”的昌盛景象。太平天国战争以前，庐山一直是中国著名的佛教圣地，鼎盛时寺庙多达三百多处。时至今日，东林寺内的“唐经幢”、“护法力士”、“柳公权东林寺残碑”、“李北海东林寺残碑”、“王阳明游东林寺碑”等寺庙设施仍有留存。

### 道教
据《庐山记》载：传说有一位在叫匡俗的人结茅庐于鄱阳湖边的大山上修道，后来匡俗仙去，其修炼之所被人们称为“仙之庐”。正是基于这种传说，庐山成为后人修道的理想场所。南朝时期，著名道士陆修静到庐山布道，庐山道教发展迅速，呈现佛、道共荣的现象。唐咸通年间，吕洞宾游庐山遇火龙真人传剑术，又游归宗寺与九天使者庙。有《题归宗寺壁》诗：“一日清闲自在仙，六神和合报平安。丹田有宝休寻道，对境无心莫问禅。”后隐居庐山仙人洞修炼成仙。公元1071年，周敦颐知南康军，后隐居庐山莲花峰下，得陈抟《无极图》，推演而成《太极图说》。仙人洞是庐山道教的核心场所，留存的道教遗迹十分明显，成为游客游览庐山的必到景点之一。

### 理学中心

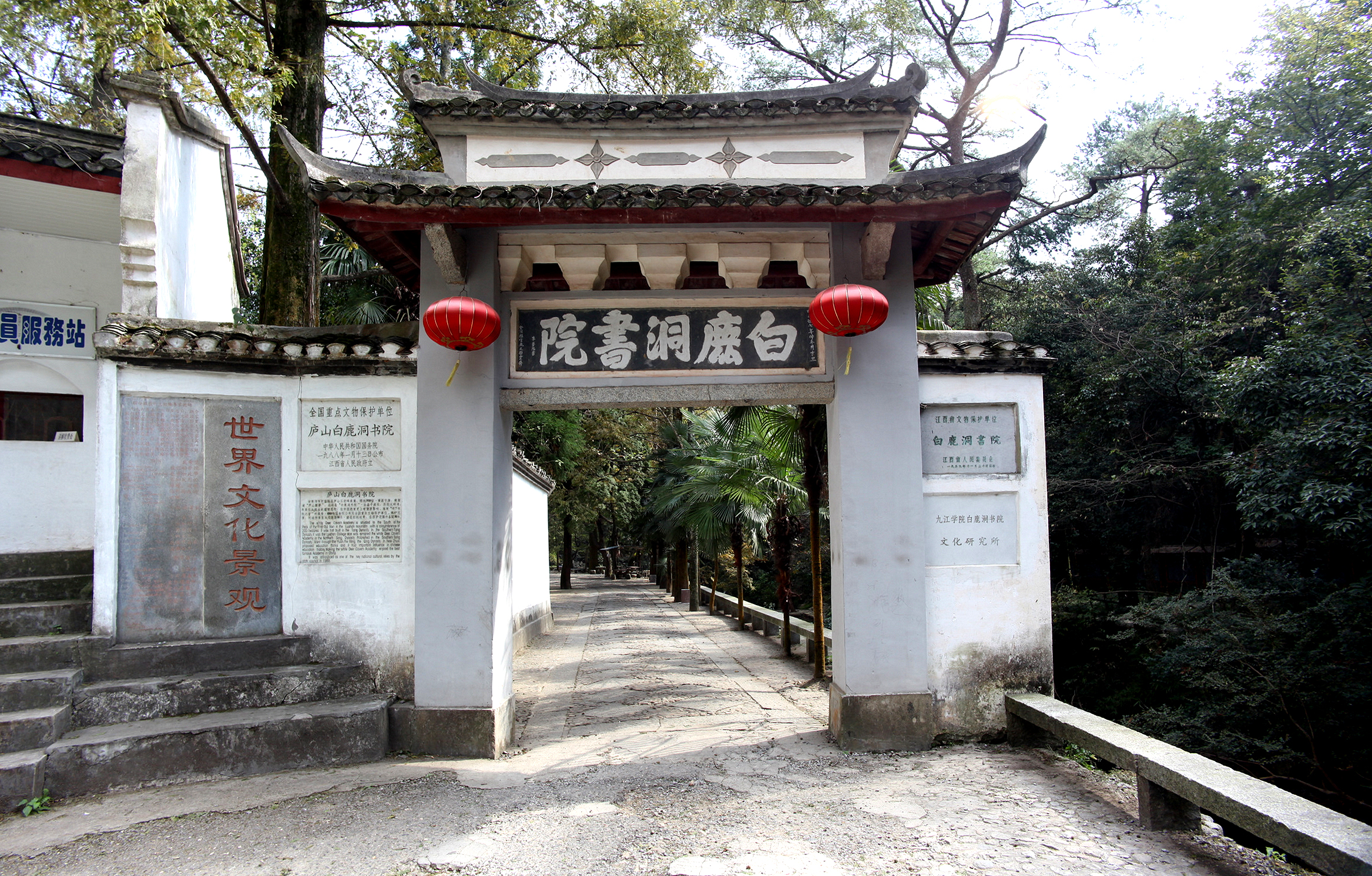
白鹿洞书院

庐山重要的理学中心有两处，一处是北宋理学家周敦颐讲学的莲花洞，另一处为白鹿洞书院。1072年，周敦颐退休后移居莲花洞，创办濂溪书院，设堂讲学、收徒育人，并以莲之高洁自律，其所著《爱莲说》对后世有很大影响，其中的“出污泥而不染”被誉为经典名句。周敦颐的学生程颢、程颐对他的学说再加完善，形成了一套较为完整的哲学思想体系。南宋时期，朱熹以白鹿洞书院为中心，将周敦颐及其弟子的理学思想继续发扬、完善，成为封建王朝的正统哲学思想，对中国政治、社会影响深远。朱熹还将白鹿洞书院进行扩充，使得庐山的理学地位空间提高，代表着中国近世七百年的程朱理学大趋势，白鹿洞书院也成为中国四大书院之首。

### 西方宗教及文化

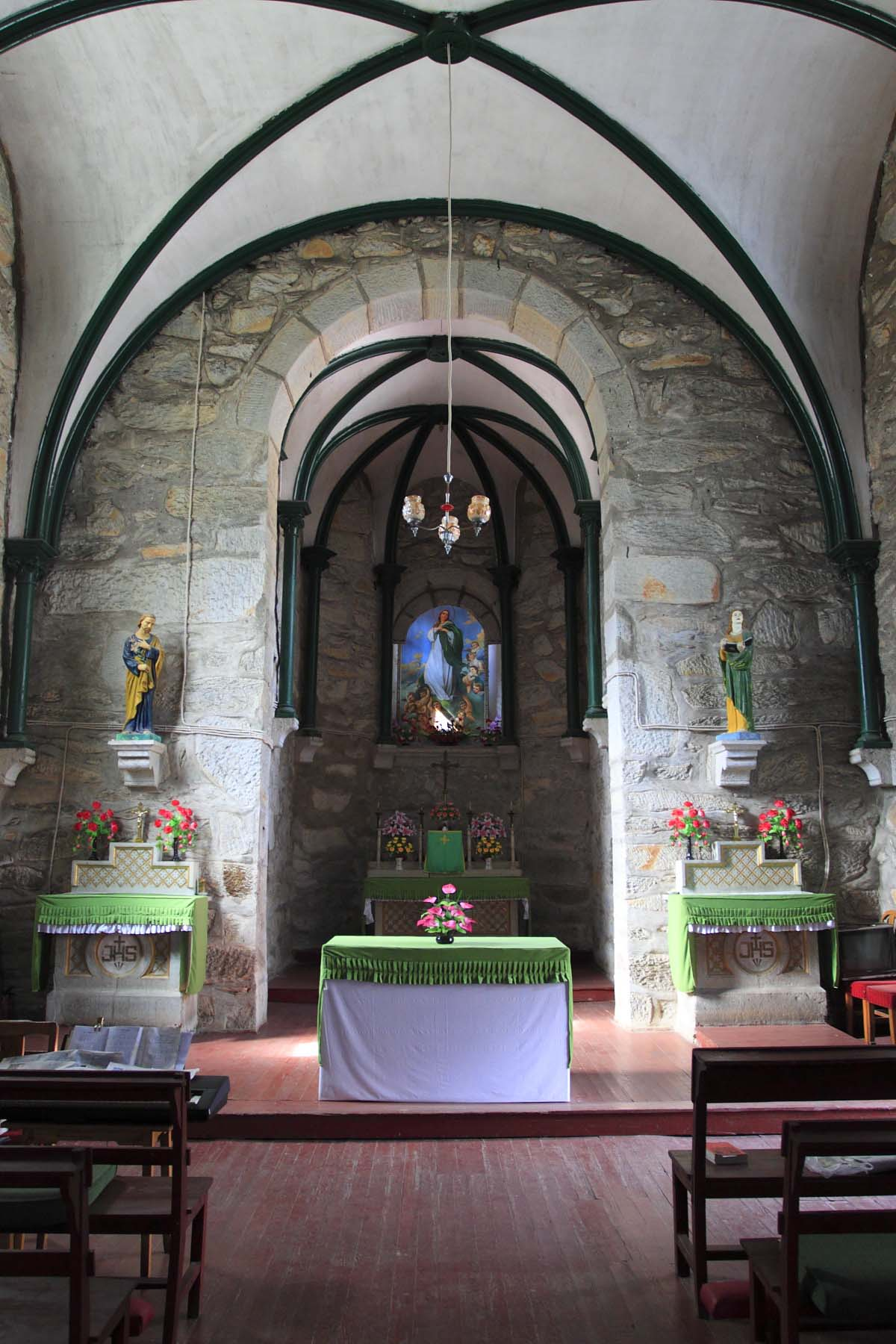
庐山天主堂

庐山基督教的兴起，当属英国商人、传教士李德立的贡献最大。1886年，李德立从清政府那里强行租下牯岭地区的地皮，除兴建别墅外，还建起了大量的西式教堂，为西方宗教在庐山传播创造了条件。基督教传教士在每年的夏季都会云集这里，人数多达数百人。基督教教会的功能很多，涉及到牯岭事务的方方面面，如宗教、政治、社会和经济等。基督教会的宗教功能有：组织或举办讨论会、开办培训班、或商议教会事宜、传输宗教信义、创立学校、医院和慈善机构。由于基督教非常活跃，影响也逐渐扩大，致使天主教、东正教纷至沓来，之后又有伊斯兰教、东正教也接踵而至，宗教活动一片兴旺。当时牯岭有教堂13个，教派多达16个。教会在很大程度上对庐山的政治产生影响，如他们可以有自己的警察。现在的牯岭仍保存有大量的宗教教堂，成为庐山历史文化的有机组成部分。

### 绘画
东晋画家顾恺之创作的《庐山图》，被认为是中国绘画史上第一幅真正的山水画，是其画作之“传神说”在中国画理论上的一次突破，而此说也是受到了高僧慧遠在庐山阐发的“形尽神不灭论”哲思的影响。五代后梁画家荆浩所绘的《匡庐图》对山上美景作了尽情渲染，是中国绘画史上的又一精品。《匡庐图》画法精湛，将山中的崇山峻岭和群峰显现出环抱之势，很有动感。画中山峦入云，瀑布飞泻，山体的完美形象跃然纸上。《匡庐图》现已成为中国当代山水画家极佳的研习范本。明代画家沈周绘制的《庐山高图》，以缜密细秀、黑白虚实、墨色浓淡相宜的绘画技法，描绘出山峦层叠、草木繁茂的传神意境，屬於国宝级文物，现藏台北國立故宮博物院。除古代画家对庐山的青睐外，也有中国近现代画家以此山为创作背景，出品了许多传世佳品，如张大千的《仿沈周庐山高图》、《庐山图》等。

### 诗词歌赋
庐山堪称诗人荟萃之山，历代文人留下了许多咏山诗篇，数量达四千首之巨。晋代陶渊明（陶潜）一生以此山为背景创作，他所开创的田园诗风影响了身后的整个中国诗坛。南朝时期《庐山二女》成为中国早期志怪小说的名篇。唐代诗人李白五次来此游山，留下了《庐山谣寄卢侍御虚舟》、《望庐山瀑布》等14首诗歌，其中的《望庐山瀑布》成为中国古典诗歌的典范。诗人白居易在山上筑有“庐山草堂”，所撰《庐山草堂记》被后世评为记述中国古代山水园林的名作。宋代文学家苏轼《题西林壁》中的“不识庐山真面目，只缘身在此山中”，成为充满辩证哲理的名句；而另一句“横看成岭侧成峰”则是对山体地貌的形象描述。现代中国政治家、诗人毛泽东所作的《七律-登庐山》中的名句“跃上葱茏四百旋”，描绘出山势的高耸和山道的崎岖。现在的庐山不时也会举办诗词大赛，营造和传承山中的文化氛围。

### 《庐山恋》及其影响

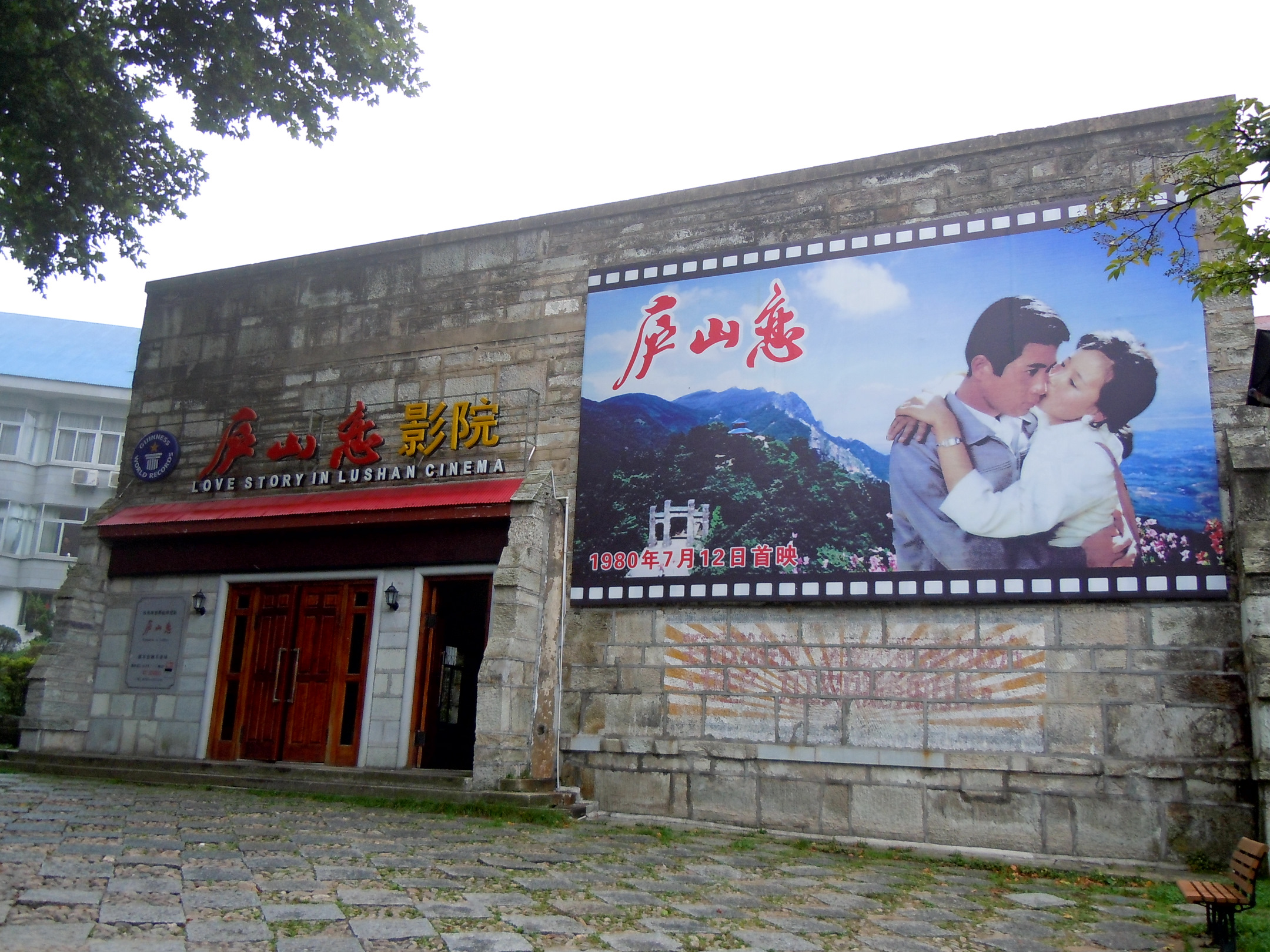
影剧院外的《庐山恋》广告牌

《庐山恋》是上海电影制片厂于1980年拍摄的一部以庐山风景区为外景的电影，导演和男女主角分别是黄祖模、郭凯敏、张瑜。片中主要介绍一名侨居美国的国民党高干之女来庐山旅游时，与一名青年男子（在山上疗养的中共高干之子）邂逅，并彼此产生爱情的故事，结局是两个年轻人终成眷属。影片制作完成后，官方对内容进行了严格审查，结果顺利通过，放映反响热烈。该片反映出当时的中国共产党对国民党的态度由敌对转为友善，是一部政治题材电影。不過其中的情愛戲包括吻戲，超過以往的中國電影尺度，形成一大賣點。由于影片的全部外景及内景均在庐山，观众除观赏剧情外，还可欣赏到山中的秀丽景色。从首映日开始，该片每天都在庐山放映，至2002年已放映了6300多场，是世界放映时间最长的电影，并被载入吉尼斯世界记录。
1980年以前，景区只接待上山疗养的中共各级领导人，不对普通游客开放，故山上景致外界少有人知晓。《庐山恋》公开放映后，景区知名度迅速升温，游客从从四面八方涌来，交通、餐饮、住宿、卫生等服务应接不暇，牯岭的宁静被游客的喧嚣取代。大量游客争先恐后地去探访片中主角所停留过的景点，有些人还将摄影棚里完成的片中景色当作山中景点来追逐、寻找，终未觅得其踪，但庐山的名气和影响却因此不断扩大。1982年，景区为吸引更多的游客上山游览，开辟了一个专门放映《庐山恋》的电影院作为作为常规旅游项目。《庐山恋》是庐山旅游业发展的催化剂，景区现今良好的经济环境与影片放映关系密切。

### 世界文化遗产
庐山景区依据世界文化遗产“C(II)(III)(IV)(VI)”条款向联合国教科文组织申报世界文化遗产。1996年12月，教科文组织在墨西哥梅里达召开第20届世界遗产委员会，批准庐山列为《世界文化遗产名录》，中文名称确定为“庐山国家公园”，遗产类别为“文化遗产”。庐山的世界文化遗产地位确立后，在世界的影响力空前扩大。
- 联合国世界遗产委员会对庐山的评价词：

|                                            | 江西庐山是中华文明的发祥地之一。 这里的佛教和道教庙观，代表理学观念的白鹿洞书院， 以其独特的方式融汇在具有突出价值的自然美之中， 形成了具有极高美学价值的，与中华民族精神和文化生活紧密联系的文化景观。 |
| ——联合国世界遗产委员会（庐山官网中文表述） | |

## 景点

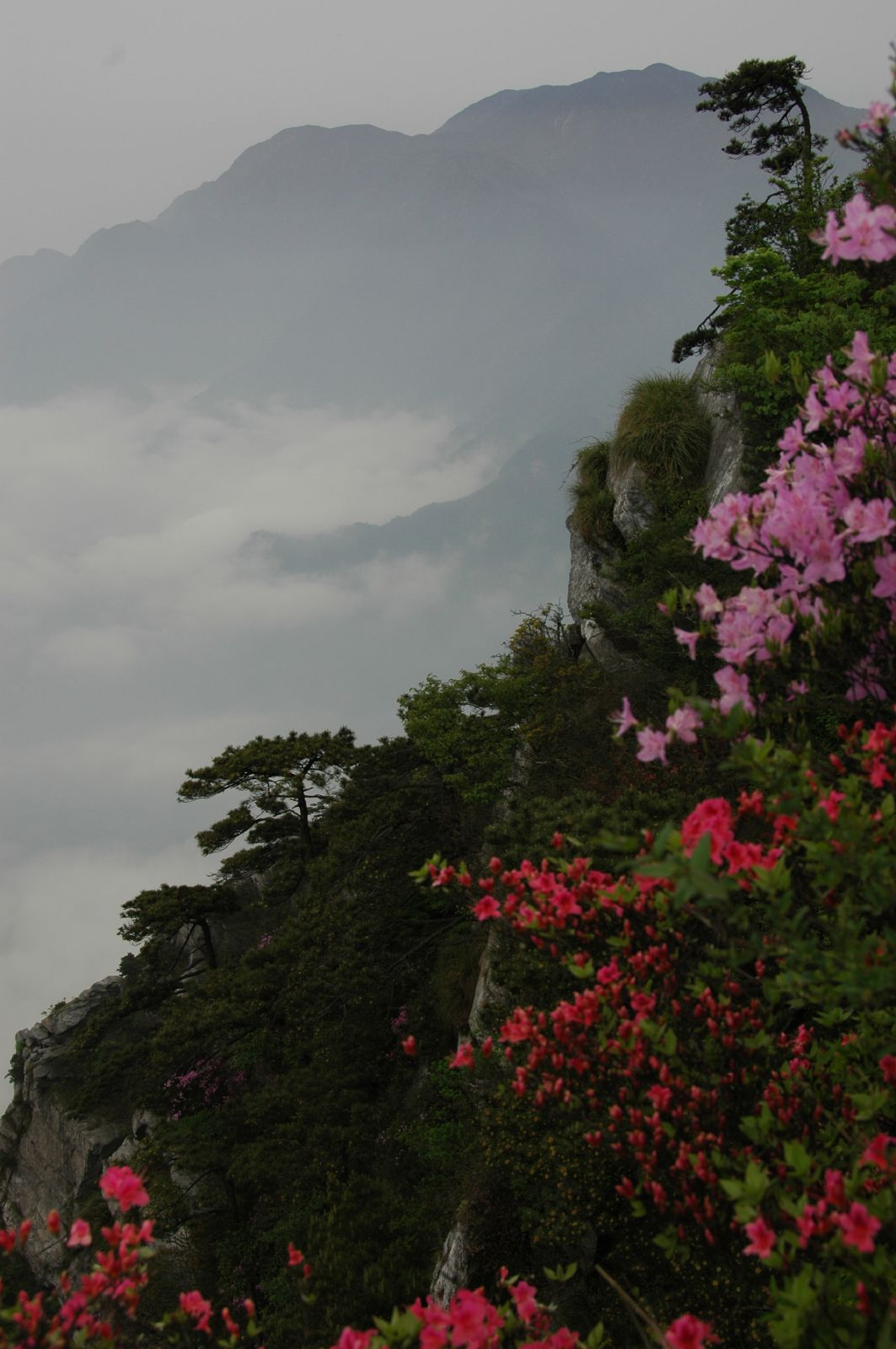
峭壁、云雾、山峰

庐山虽非中国五岳，但其影响力和游客人数并不比五岳逊色，被称为“匡庐奇秀甲天下”、“神仙之庐”，是集自然风景、文化、宗教、教育、政治为一体的千古名山。景区有“世界文化遗产”、“世界地质公园”、“中国国家5A级风景区”和“全国文明风景区”四种称号。山上中西合璧的国际文化内涵为中国名山所独有，慕名到访的游客非常多。据媒体报道，2004年上半年，景区游客总数超40万，同比创历史新高；2009年10月的中国国庆黄金周，日均游客3.5万人，10月1-7日突破21万，同比再次刷新历史新高。如此高的游客数量，在中国其它名山景区屈指可数。

### 牯岭

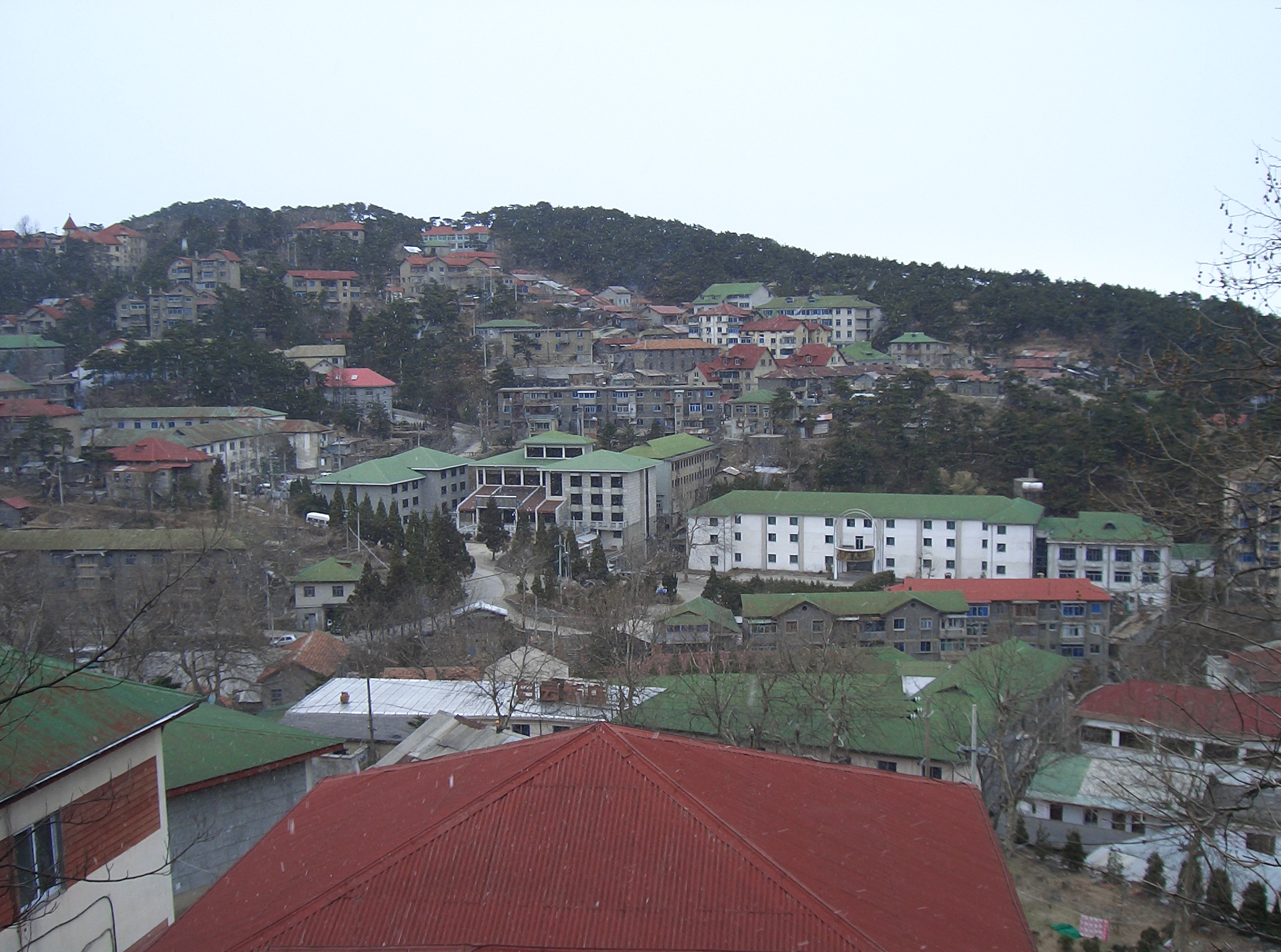
牯岭建筑群

牯岭海拔1167米，山上的大量别墅和西式教堂集中于此，是庐山的核心地区。牯岭原名叫“牯牛岭”，由于这里气候凉爽，居住舒适，西方人就直接将英文表达凉爽的词“cooling”来命名自己所居住的地域，而音译成汉字就是“牯岭”，从此“牯岭”名称沿用至今。由于海拔较高，雾气常年飘逸，牯岭被称为“云中街市”或“云中山城”。1895年，英国商人李德立在牯岭租地大规模兴建别墅和教堂，吸引大量西方人士进入庐山，山上的人文气息骤增，包括基督教、天主教在内的各类教派宗教活动非常活跃。牯岭分布着许多西洋特色的别墅和教堂，外形式样、建筑风格差异非常大，被称为“万国建筑”，这在中国其它地方非常少见。由于别墅主人来自不同国家，山上居民也呈现“万国化”，居民国籍几乎涵盖所有西方国家，如欧洲的英国、丹麦、法国、德国、荷兰、俄国、瑞典、芬兰、挪威、意大利、比利时、葡萄牙、希腊、奥地利和捷克；美洲的美国、加拿大；亚洲的日本。他们拥有自己的教堂、自己的学校和自己的医院，甚至还拥有自己的银行和警察。1930年代，外国人在牯岭的租借地被中华民国政府收回，人口的“万国”现象趋淡。
昔日牯岭建筑多以山间别墅形式分布，各别墅之间只有小径相连，没有传统意义的市镇街市。1953年起，庐山管理部门对牯岭进行了多次改造，修建了街心公园，将石板路改建为沥青路，机动车道也被拓宽。中国改革开放后，沿街许多商业企业被转包给私人经营。由于政府部门对各私营业主缺乏有效监督和管理，沿街商业门面装饰坡显混乱，牯岭故有的西洋风格遭致破坏。为还原欧美风情特色，当局对街面及建筑进行了一系列的改造。改造完成后，牯岭街道面貌和老旧别墅重新再现出20世纪初的欧美风情，成为游客必到一处著名游览景点。景区还将原有的名人别墅改造成酒店对外接待游客，但住宿价格很高，如“小平1号别墅”和“蒋经国别墅”的挂牌门市价分别为10800元和28880元。
现在牯岭是江西省九江市庐山区的一个镇级行政区，有配套的市镇设施和相应的政府职能部门。镇区范围东起三叠泉，南至汉阳峰，西以铁船峰和石门涧为界，南至小天池和大寨，总面积46.6平方千米。全镇有3个社区居委会，常住人口1.2万。

### 庐山别墅
庐山别墅大部分位于牯岭，现存的几百栋老别墅，由18个国家的业主共同打造，几乎是清一色的欧美风格，各具特色。别墅的建设与布局尊重山区的原生态，业主只在略微平整的地块建房，大面积的斜坡、空地则种植花木、建造草坪，整体环境颇具诗情画意，这也正是西方人追求的“桃花园”式的居住意境。别墅结构一般为1-2层的独栋小楼，面积介乎100-300平方米，大多数建筑顶部以红色为主，墙体是未经打磨的石块，各别墅的整体建筑风格与原别墅主人所在国的文化相似。以英国风格建筑为例，外观有宽阔的拱门回廊、精致的木结构拱门和老虎窗，庭院种植有银杏、玉兰、金钱松等多种花木，环境清静优美，凸显英国人追求的雅致乡村风情。山上众多的西式别墅是西方建筑文化在庐山的再现，是西方建筑师追求人与自然和谐组合的完美艺术。
牯岭的许多高官别墅源于英国传教士、商人李德立在山上的房地产商业运作。别墅一般为1-2层，多为单体建筑。别墅为中国许多政治人物所青睐，国民党和共产党的一些主要高官在牯岭拥有自己的别墅，如蒋介石、蒋经国、陈诚、毛泽东、朱德、周恩来、林彪、陈毅、林伯渠、叶剑英、邓小平、徐向前、杨尚昆、李先念及中共江西省委书记韦国清等，甚至当时与共产党相好的越南共产党领导人胡志明也有自己的别墅，有人称这些别墅为高官们的“行宫”。高官别墅以蒋介石在观音桥和毛泽东在芦林湖畔的别墅最为出名，前者被后人称为“中正行宫”，后者为“芦林1号”。
蒋介石在庐山有两处住所，一处为其夫人宋美龄从外国人手里购入的私人别墅——美庐，另一处就是国民政府为之建造、被称为“中正行宫”的观音桥别墅。“中正行宫”位于地势险峻、环境优雅的牯岭观音桥三峡涧，楼高两层，1934年由国民党江西省政府主席熊式辉下令兴建。“行宫”外有蒋介石和宋美龄夫妇种植的两株柳杉树，及至今日，当初幼苗已长成高大树木，成为情侣游客非常中意的留影景点。
毛泽东在庐山有多个住所，如蒋介石夫妇遗留的美庐，原主人为美国亚丹姆夫人的“175号别墅”及政府建造的“芦林1号”。“芦林1号”坐落在芦林湖畔，为毛泽东在庐山办公、生活场所之一。别墅于1960年开建，建筑面积相当于美庐的5倍。建筑物外部非常坚固，可抵御炮火攻击，内部设施仿毛泽东的中南海家居样式设计、建造。
美庐是庐山最具代表性的西洋别墅，名称为中华民国总统蒋介石所起。因中国最高领导人蒋介石、毛泽东曾于别墅内生活、工作，别墅主人代表着两个截然不同的政治体，故其在国内外的影响非常大，参观者络绎不绝。该别墅现为全国重点文物保护单位。

### 含鄱口与龙首崖

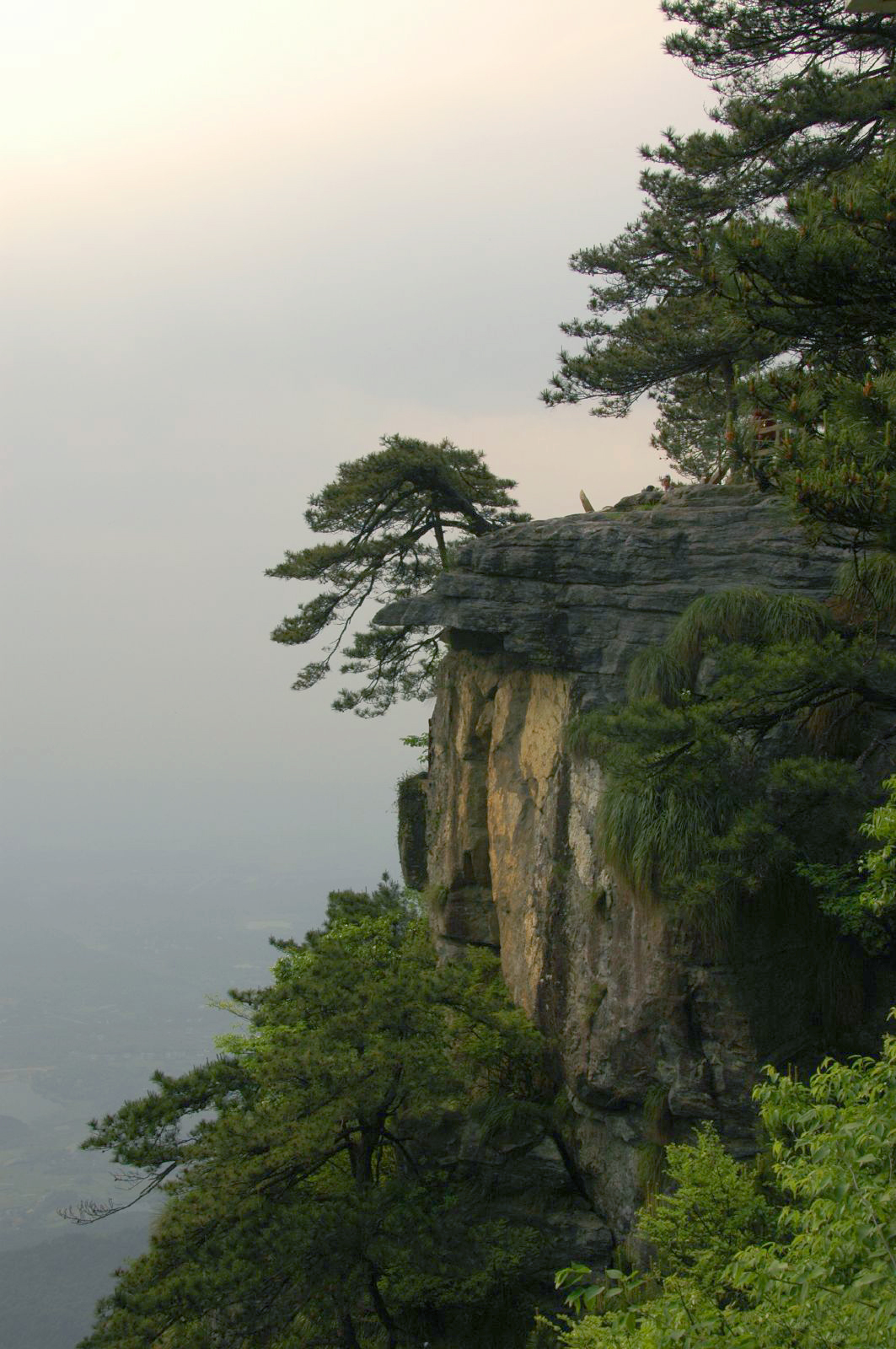
龙首崖景区

含鄱口与龙首崖是庐山两处知名的自然景观，为游客非常青睐的两处观光景点。含鄱口海拔1286米，是第四纪冰川冲刷而成的“U”型大峡谷，由高及低俯视鄱阳湖，因其象一张巨型大口畅饮鄱阳湖的湖水，故曰“含鄱口”。含鄱口两侧的上方分别是庐山的汉阳峰和九崎峰，正上方系为观赏鄱阳湖日出而建的“望鄱亭”。龙首崖实为悬崖峭壁上的一块巨石，向下落差120丈，崖上长有松树，是庐山的标志性景观之一。

### 仙人洞
仙人洞又称“千佛洞”，传说为八仙之一吕洞宾修炼成仙之所，此前亦传道教始祖老子也曾于洞中修炼，故曰“仙人洞”。仙人洞为一砂崖岩石洞，系风化和水流长期冲刷而成，民间称其为“福地洞天”。仙人洞在庐山宗教角色中多次变换，道教、佛教功能交替出现，现在的功用是道院。1961年，中共领袖毛泽东的诗句 “天生一个仙人洞”，使其名气更大。

### 花径
花径全称是“白司马花径”，是庐山富有诗情画意的著名人文景点。唐朝时期，诗人白居易写下“人间四月芳菲尽，山寺桃花始盛开。长恨春归无觅处，不知转入此中来。”的著名诗句，花径名声大噪，传播久远。

### 五老峰
五老峰由庐山的五座山峰组成，因远视与五位老人端坐相像，故称“五老峰”。唐代诗人李白在其诗中描述五老峰为“青天削出金芙蓉”。

### 三叠泉
三叠泉是由上下三组飞瀑组成的垂直瀑布群，在南宋绍熙二年（1191年）首先被樵夫发现。后人有“不到三叠泉，不算庐山客”的说法。在冬季由于气温低，三叠泉飞泻的瀑布有时会因而冻住形成冰瀑，景象独特。

### 植物园
庐山植物园由植物学家胡先骕、秦仁昌和陈封怀于1934年创建，是中国第一座真正意义的植物园，植物种类涵盖中外，总数大3400余中，号称“植物王国”，是庐山的重要观光景区之一，现归属中国科学院。

### 三宝树
“三宝树”因其矗立在黄龙寺附近，又称“黄龙宝树”，系三棵树龄过千年的粗大古树的合称，一棵为银杏，另两棵为柳杉。三宝树与附近的黄龙寺、黄龙潭和乌龙潭组成“三宝树风景区”。景区环境幽静，建筑古典，空气清新，被称为庐山的一处天然氧吧。

### 东林寺
东林寺建于东晋，位于庐山西北山麓，是庐山重要的佛教寺院，中国古代高僧谢灵运、慧远都曾于此寺研修佛法。历史上寺院曾屡遭毁坏，如明朝末年被左良玉军队破坏，太平天国期间又遭太平军践踏，中华人民共和国文革期间再度遭殃。1978年，东林寺获得重修，并被列为江西省文物保护单位。

### 白鹿洞书院
白鹿洞书院位于庐山五老峰下，距九江市30公里，始建于唐代，是中国古代的一个教育机构。书院建成后，历经磨难，几度兴衰。宋代时与睢阳、石鼓、岳麓书院并称为中国古代四大书院，而前者排位第一，为中国最早的高等教育机构，被誉为中国高等教育的“书院之源”。历史上，白鹿洞书院最具影响力的人物是中国南宋理学家、教育家朱熹。朱熹当时也是南宋官员，他主政书院后，扩大规模，广招门生，亲自讲学，制定规章，书院名声为之大振，成为中国当时的一个文化中心。白鹿洞书院现为庐山山麓的一处重要人文景点，吸引这大量慕名到访的游客。

### 庐山云雾
庐山云雾是庐山一大奇特景观，闻名中外。庐山屹立于大江大湖之滨，山中云气出没无常，年均雾日达190多天，故有"不识庐山真面目"之叹。
2022年5月，江西省庐山云海（云海景观）入选我国首批15个“天气气候景观观赏地”名单。 

### 地质博物馆
为进一步展示和研究庐山的地质成因和地质奇观，1984年景区管理局将毛泽东住过的“庐林1号”别墅改成“第四纪冰川陈列室”，后又升格为“庐山地质博物馆”。馆内展示山中大量的地质实物标本、图片以及文献资料，为地质学家、高等教育机构提供科研、教学服务，同时为感兴趣的游客传播地学知识。目前博物馆共设有4个展室，展览内容有“地质历史展”、“复合地貌景观陈列室”及多媒体电子演示。
- 美庐别墅
- 乌龙潭
- 仙人洞
- 三叠泉
- 庐山植物园内陈寅恪墓

## 人口与环境问题
自1895年清政府将牯岭长冲谷地区租给英国商人李德立后，山上展开了大规模的别墅建设，大量西方人因购地建房进入庐山，从而使牯岭人口飞速增长。截至1927年，牯岭建成别墅560多栋，吸纳西方人口3000多人。1930年代，国民政府将外国人的租地收回，定庐山为政府“夏都”，这吸引了更多的中国人上山定居。1945年中国抗战胜利后，又有一些民众移居山上，至1980年，常住人口已达6000人。电影《庐山恋》放映后，庐山的影响力进一步加大，上山定居的人口迅速攀升，至2010年，牯岭地区常驻人口达1.2万人，外加大量的流动人口，成了中国常驻人口最多的旅游景区。
随着人口大量增加，山区环境问题日益突出。据庐山环保局官员透露的信息，由于人口暴增，2000年前后山中出现了严重的环境污染，湖泊因排污出现富氧化，湖水变质为稠绿状；居民烧煤导致二氧化硫和烟尘超标，污染山区空气。2002年，景区为解决景区生态环境问题，委托有关高校对风景区作整体规划，如：迁移牯岭人口、优化市政排污设施、从新规范建筑格局等。这次整体规划的核心内容是迁移山上的常驻人口，拟在人口管理上实施“一下一上”的办法。“下”为将上山居民迁到山下，“上”为欢迎游客上山游览，从而为庐山创造财富。景区管理局认为“一下一上”这种做法是完美的，符合庐山的生态环保要求，但遭到许多人的指责，认为“一下一上”就是请富人上山游玩，逼穷人下山受苦，是严重不公的社会财富再分配；指责方还认为没有居民的庐山会丧失其文化传承，会把庐山沦为庸俗商业区。
有学者从历史和经济角度深度剖析了人类活动对庐山环境的破坏，且程度有愈演愈烈之势。文章认为，从晋朝开始至明清，山区宗教势力的发展催生出繁荣的寺院经济，而寺院经济的发展又吸引着更多的人口定居山下，庐山就成了他们获取生存资源的争夺对象，造成山林被大量砍伐，野生动物种类大减，自然生态遭严重破坏。另有文章认为，今日景区大规模的商业化旅游开发，同样会对山区自然生态产生严重破坏。如：2010年，景区拟在“五老峰”建穿山游览隧道，被许多人指责为“破坏性建设”，有人甚至编了一句“五老峰上架缆车，白鹿洞旁打隧道，仰天坪上修别墅，十八公里倒垃圾”的顺口溜，来表达对“穿山工程”和其他破坏庐山原生态行为的不满。另有人担心，景区过度进行商业化的旅游开发，有可能被世界遗产委员除名。

## 特产
庐山独特的地理特征，孕育出名声远扬的土特产，云雾茶、石鱼、石鸡和石耳是这些特产中的代表品种，被称为“一茶三石”。云雾茶是一种绿茶，其栽培、制作最早可追溯到汉代，迄今已逾千年，为中国名茶之一，宋代还被作为“贡茶”供皇室享用。朱德曾为云雾茶赋诗“庐山云雾茶，味浓性泼辣，若得长时饮，延年益寿法”，茶叶名声因之更大。庐山石鸡是生长在岩石缝和溪、湖、沟、畔的一种蛙，体型与牛蛙类似，背部皮质毛糙，腹部平滑。石鱼是一种体型较小的鱼，常游离于庐山的溪水、瀑布中，体长3-4公分，多呈白色。石耳是庐山的一种菌类植物，匐訇于岩石峭壁之上，外观与黑木耳相像。石鱼、石鸡和石耳为庐山的知名菜肴，被誉名为“庐山三宝”。

## 名人与庐山
自秦汉至清末，与庐山相关的知名人物非常多，司马迁是第一个将“庐山”二字写入史册的历史学家。其它名人中，有的隐居于山中，独处田园生活，如陶渊明、黄宗羲；有的在山麓兴学助教、著书立说，如周敦颐、朱熹；有的在山中道观、庙宇修道、讲经，传播宗教，如慧远、陆修静；有的文人墨客游览庐山后，留下了对后世影响深远的诗作，如李白、苏东坡等。及至中国近、现代，又有大批政治人物和西方人来到山上，引发了对庐山乃至中国有深远影响的一系列事件，如李德立、蒋介石、毛泽东。
司马迁（前145年－前86年），字子长，左冯翊夏阳（今陕西韩城）人，中国汉代史学家，公元前126年，将“庐山”名称写入《史记》，是“庐山”正名的正式文献记载。
慧远（334年－416年），俗姓贾，并州雁门楼烦县（今山西宁武附近）人，南北朝高僧，中观般若学大师，曾在庐山组织莲社和西林寺佛事，弘扬凈土，被尊为净土宗初祖。
陶渊明（约365年－427年），名潜，字符亮，浔阳柴桑（今在江西九江西南）人，晋代文学家。367年，他于庐山山麓建西林寺，并赋诗“采菊东篱下，悠然见南山”
来描写自己在庐山的田园生活。
李白（701年－762年），字太白，号青莲居士，唐朝诗人，他于756年赋诗庐山瀑布景色“飞流直下三千尺，疑是银河落九天”。
周敦颐（1017年－1073年），原名惇实，字茂叔，号濂溪，道州营道县（今湖南道县）人，北宋官员、理学家。1072年，他于山麓莲花洞建濂溪书院，写有中国传诵甚广的名句“出淤泥而不染，濯青涟而不妖”。
蘇軾（1037年－1101年），字子瞻，号东坡居士，眉州眉山（今四川眉山市）人，中国北宋大文豪。1084年，他题诗“不识庐山真面目，只缘身在此山中”。
朱熹（1130年－1200年），字符晦，江南东路徽州婺源人，南宋理学家。1179年，他游历庐山后，将山麓的白鹿洞书院进行扩建，使其成为中国的理学教育中心之一。朱熹倡导和发扬的理学理论成为当时朝廷治国的重要思想。
李德立（Edward Selby Little，1864年－1939年），英国人，传教士兼商人。1895年，他从中国官府得到为期999年的租契，开始把庐山山顶气候凉爽的牯牛岭长冲（东谷）开发为外侨避暑地，改、扩建登山山道，并根据英文cooling（清凉）的音译，把牯牛岭简称为牯岭，是庐山极具影响力的外国人。
段祺瑞（1865年-1936年），安徽合肥人，中華民國北洋政府總理、臨時執政。段祺瑞下野後閒居上海，1934年在蔣介石安排下至廬山牯嶺避暑養病近三個月。期間，《大公報》記者王芸生曾訪問段氏，撰為其《贛行雜記》中〈合肥座上論人才〉一節。入秋之際，段氏返滬，臨別時賦詩一首︰「曾聞高隱士，昔日住廬山。古道居然復，新聲盡已刪。遠來初一物，別去倍相關。脈脈懷難語，唯憑夢往還。」 
蒋介石（1887年-1975年），浙江奉化人，中华民国国民政府主席、总统及中国国民党总裁。国民政府定庐山为夏都后，他几乎每年夏季都在山上处理国事，1937年发表《对卢沟桥事件之表示》，中国开始全面抗战。
毛泽东（1893年-1976年），湖南湘潭人，中国共产党首任中央委员会主席及中华人民共和国主要缔造者。1959年、1960年和1970年，他曾三次在庐山主持中共重要会议，如八届八中全会、中央工作会议、九届二中全会；并写有《七律·登庐山》等传诵甚广的格律诗。

## 延伸阅读
[在维基数据编辑]
 《欽定古今圖書集成·方輿彙編·山川典·廬山部》，出自陈梦雷《古今圖書集成》